# (23676) 1997 GR25
1997 جي أر 25 (ويعرف أيضًا باسم (23676) 1997 جي أر 25 وفق تسمية الكوكب الصغير) (بالإنجليزية: 1997 GR25)‏ هو كويكب ضمن حزام الكويكبات؛ وترتيبه 23676 من حيث الاكتشاف.
اكتُشف هذا الجُرم الفلكي بواسطة Kin Endate ‏ في 4 أبريل 1997.

## وصلات خارجية
- (23676) 1997 GR25 في قاعدة بيانات مختبر الدفع النفاث لأجرام النظام الشمسي الصغيرة

- الاكتشاف · مخطط المدار ·  العناصر المدارية · المعلمات المادية

- (23676) 1997 GR25 على موقع ويكي سكاي: DSS2, SDSS, GALEX, IRAS, Hydrogen α, X-Ray, Astrophoto, Sky Map, Articles and images